# Hylaeamys
Hylaeamys là một chi động vật gặm nhấm phân bố ở Nam Mỹ trong họ chuột Cricetidae, chúng được phân loại thuộc nhóm chuột gạo Oryzomyini và trong phân họ Sigmodontinae. Các loài trong chi này được tìm thấy chủ yếu ở các khu vực rừng mưa ẩm ướt phía đông dãy Andes. Các loài trong chi này trước đây được đặt trong chi Oryzomys. Chúng có liên quan mật thiết nhất với Euryoryzomys, Transandinomys, Nephelomys, Oecomys, và Handleyomys, và gần giống nhất với các loài của hai chi trước đây.

## Đặc điểm
Chúng được phân biệt với các thành viên của Euryoryzomys bằng màu đuôi hai màu hoàn toàn hoặc không rõ ràng (trái ngược với màu sắc đuôi hai tông khác biệt của Euryoryzomys), và phân biệt từ các thành viên của Transandinomys bằng hình thái có râu ngắn hơn mắt của chúng mà không mở rộng phía sau phía sau tai của chúng, và trong cả hai trường hợp do sự khác biệt trong lưu thông Carotid. Chi được đặt tên theo hylaea (tức là "rừng" trong tiếng Hy Lạp), thuật ngữ được sử dụng bởi Humboldt cho các khu rừng nhiệt đới ở vùng Nam Mỹ là nơi cư trú chính của chi này.

## Các loài
Chi này hàm chứa các loài sau đây:
- Hylaeamys acritus
- Hylaeamys laticeps
- Hylaeamys megacephalus
- Hylaeamys oniscus
- Hylaeamys perenensis
- Hylaeamys tatei
- Hylaeamys yunganus